# クリイロコイタマダニ
クリイロコイタマダニは、節足動物門鋏角亜門クモ綱ダニ目マダニ亜目マダニ科コイタマダニ属に属するダニの一種である。

## 分布
世界中の熱帯および亜熱帯地方に広く分布している。日本では沖縄本島のイヌによくみられ、北陸地方の富山県でも分布が確認されている。

## 形態
未吸血雌は体長2.5mm。雄はすこし小さい。栗色で口器基部の背面は六角形で、花彩と目をもち、雄の肛門両側に1対の肥厚板がある。

## 生態
イヌのバベシア症を媒介する害虫で、犬舎やその周囲で生活環を繰り返して生息している。海外では人に感染症を媒介することが知られている。